# Strobilanthes ningmingensis
Strobilanthes ningmingensis är en akantusväxtart som beskrevs av Ding Fang och H.S. Lo. Strobilanthes ningmingensis ingår i släktet Strobilanthes och familjen akantusväxter. Inga underarter finns listade i Catalogue of Life.